# Affidamento dei figli
L'affidamento dei figli definisce come ripartire ed esercitare la responsabilità genitoriale sui figli minorenni in situazioni di non-convivenza dei genitori. Vale per tutti i casi di cessazione di convivenza dei genitori sia per le coppie di fatto, che per separazioni e divorzio.

## Normativa italiana
In Italia la legge 8 febbraio 2006, n. 54 relativa all'Affido condiviso ha modificato l'Art. 155 del Codice civile il quale recita:
«Anche in caso di separazione personale dei genitori il figlio minore ha il diritto di mantenere un rapporto equilibrato e continuativo con ciascuno di essi, di ricevere cura, educazione e istruzione da entrambi e di conservare rapporti significativi con gli ascendenti e con i parenti di ciascun ramo genitoriale.»
Pertanto la relazione genitore-figlio deve essere tutelata e mantenuta al di là della cessazione della convivenza dei genitori.

### Cambiamenti rispetto alla normativa precedente
Prima del 16 marzo 2006 era previsto come regola l'affido esclusivo che limitava l'esercizio della potestà genitoriale di un genitore (detto genitore non-affidatario) mentre costituiva eccezione l'affido congiunto applicato se richiesto da entrambi i coniugi in base alla normativa sul divorzio del 1970.
Con l'entrata in vigore della nuova Legge 8 febbraio 2006, n. 54 (cd. legge sull'"affido condiviso") si è operata una rivoluzione copernicana sancendo per legge il principio di bigenitorialità ovvero il diritto dei figli a continuare a vivere in modo alternato con ciascun genitore, mantenendo rapporti equilibrati con entrambi i genitori anche dopo la cessazione della loro convivenza. Entrambi i genitori continuano infatti a mantenere l'esercizio diretto della potestà genitoriale che potranno esercitare o in modo congiunto o disgiunto. Non è stata ancora chiarita la competenza del tribunale dei minori rispetto al tribunale ordinario, ma è chiaro che questa legge è il riferimento unico per tutti.
L'affido condiviso è dunque oggi la forma di affidamento dei figli che si affianca all'affidamento "congiunto", già previsto dalla precedente normativa, che non viene abrogato. Non viene esclusa, tuttavia, l'eccezione dell'affido a un solo genitore quando il comportamento dell'altro genitore nei confronti del figlio sia contrario all'interesse del minore stesso. Solo in tal caso potrà essere limitata la frequentazione ma non la potestà di quel genitore. Non sono considerati validi motivi per l'affidamento a un solo genitore: il conflitto tra i genitori, se questi singolarmente non si comportano in modo contrario all'interesse del minore, la lontananza fisica dei due genitori, la tenera età del minore.
L'affido condiviso consente l'esercizio della potestà anche in modo disgiunto cosicché ciascun genitore è responsabile in toto quando i figli sono con lui. Al contrario dello affido congiunto che richiedeva sempre la completa cooperazione fra i genitori, l'affido condiviso disgiunto è applicabile e utile soprattutto in caso di conflitto, poiché suddivide in modo equilibrato le responsabilità specifiche e la permanenza presso ciascun genitore, mantenendo inalterata la genitorialità di entrambi, ma disaccoppiandoli nel tempo e nello spazio. Per prevenire eventuali problemi di educazione contraddittoria sono consigliate consulenze pedagogiche di impostazione e monitoraggio periodico.
Questa modifica si è resa necessaria in seguito ai movimenti di protesta promossi dalle organizzazioni a tutela dei diritti dei padri separati. Infatti la precedente normativa portava in via quasi esclusiva all'affidamento della prole alla madre (circa 90% dei casi, contro il 10% tra affidi condivisi ed esclusivi ai padri). Questa condizione giuridica ha portato alle situazioni di madri che abusavano della loro posizione privilegiata nei confronti dei figli ed arrivavano letteralmente a ricattare i mariti separati chiedendo aumenti nel mantenimento dietro minaccia di negare le visite ai figli. Un altro caso gravissimo registrato è quello di madri separate che usavano il proprio ascendente sui figli per metterli contro il padre e le sue eventuali nuove compagne. Con l'andare del tempo il numero di questi casi è aumentato a dismisura raggiungendo vette altissime, e questo ha portato i legislatori a meditare sulla possibilità di cambiare la legge vigente per garantire i diritti dei padri, consentendo loro una maggiore presenza nella vita dei figli.
Il problema, giustamente affrontato dal legislatore e risolto in maniera condivisibile, tuttavia è lungi dall'essere risolto, perché le leggi, dopo promulgate, devono essere applicate, come spiegato più avanti.

### Progetto educativo genitoriale
La permanenza del minore presso ciascun genitore viene ripartita in modo equilibrato come dettagliato in un progetto educativo genitoriale da presentare in allegato all'istanza di separazione, con la ripartizione dei compiti e dei capitoli di spesa assegnati a ciascun genitore. Questo consente al minore di continuare a vivere con ciascun genitore indipendentemente dal rapporto che i genitori hanno tra loro, che devono distinguere la relazione di coppia dalla loro relazione genitoriale. Le azioni che un genitore dovesse compiere, volte a ostacolare la frequentazione dell'altro genitore o a gettare discredito sull'altra figura genitoriale, verranno considerate un valido motivo di esclusione.
È fondamentale riuscire a stabilire un equilibrato calendario per la permanenza dei figli con i due genitori avendo cura di ottenere tempi di permanenza presso ciascun genitore sufficientemente lunghi per vivere insieme la routine quotidiana figlio-genitore senza sentire la mancanza dell'altro.
Esempi di calendari per una equilibrata permanenza con i genitori sono:
A) Week-end lunghi (dal venerdì pomeriggio al lunedì mattina) alternati fra i genitori dove, nella settimana in cui il week-end spetta alla madre, i figli passeranno con il padre due giorni infrasettimanali (pomeriggio fino al mattino successivo, incluso il pernottamento quindi) mentre nella settimana successiva, in cui il week-end spetta al padre, i figli trascorreranno 1 giorno infrasettimanale. Questo schema ha il vantaggio di poter associare la permanenza con i genitori a determinati giorni infrasettimanali facilitando l'organizzazione mentale e pratica dei figli nei loro trasferimenti di abitazione. D'altro canto pone la quota di permanenza dei figli presso il padre a solo 1/3, quota che è considerata essere la soglia minima per adempiere ai compiti genitoriali.
B) Due giorni presso l'uno e poi l'altro genitore con weekend lungo dal venerdì al lunedì mattina. Questo schema ha il vantaggio di ripartire al 50% il tempo che i figli trascorreranno con ciascun genitore, ma ha lo svantaggio di non poter associare i giorni infrasettimanali ad un determinato genitore aumentando la complessità di organizzazione della settimana per i figli.
C) Intere settimane alterne, dal lunedì mattina alla domenica sera. Questo schema ha il vantaggio di ripartire equamente il tempo di permanenza presso ciascun genitore offrendo tempi lunghi di convivenza, ma d'altro canto determina intere settimane in cui non si concretizza la relazione con l'altro genitore non permettendo un rapporto sufficientemente continuativo, al di là di un contatto telefonico (si pensi ad esempio alle problematiche legate nel seguire i figli negli studi).
Le riconsegne all'altro genitore possono costituire momenti di attrito e quindi è preferibile renderle meno frequenti fintanto che i genitori non si adattano alla nuova situazione. Le variazioni rispetto all'equilibrio possono rendersi necessarie in funzione degli impegni e delle esigenze del bambino. È consigliabile associare la permanenza con l'uno e con l'altro genitore in modo correlato ai giorni della settimana. In caso di impedimenti che costringano a variazioni nel calendario, è importante chiarire che la ripianificazione (motivata o decisa assieme) porterà all'immediato recupero dei giorni in modo che venga rispettato il periodo di permanenza pianificato in origine. La scuola o l'asilo possono ulteriormente aiutare a disaccoppiare i genitori se il figlio viene preso e riportato direttamente a scuola. Se vi è disponibilità tra i genitori possono essere previsti anche incontri inframmezzati con l'uno e poi l'altro genitore. Ad esempio il figlio potrebbe essere accompagnato dal padre a giocare a pallone e poi dalla madre in piscina, oppure fare i compiti con l'uno e dormire a casa dell'altro. L'intento del condiviso è quello di coinvolgere direttamente in modo equilibrato entrambi i genitori nel rapporto quotidiano con i figli, per evitare che i figli siano deprivati di un genitore che a lungo andare, se si limita a frequentare il figlio solo nei weekend, rischia di restare scollato dalla vita quotidiana del figlio.
Resta però la differenza fra amministrazione ordinaria e amministrazione straordinaria. Nell'affidamento esclusivo, entrambi i genitori, infatti, sono chiamati a decidere sulle scelte di maggiore importanza per la crescita psicofisica della prole. Si pensi a questioni come l'istruzione e la religione.

### Riduzione della conflittualità
Tanto maggiore la conflittualità tra i genitori (che quindi anche involontariamente non potranno rafforzare in modo positivo l'immagine interiorizzata dell'altro genitore in sua assenza) tanto più equilibrata dovrà essere la convivenza, in modo che i figli possano fare esperienza diretta di vita con ciascun genitore, senza alcuna mediazione. Con l'instaurarsi della relazione genitoriale a sostituzione della relazione di coppia, potranno essere modulate più facilmente frequentazioni in modo anche fortemente asimmetrico e più flessibile. Oltre al mantenere i rapporti diretti e equilibrati con ciascun genitore, questo distanziamento fisico dei genitori taglia i loro rapporti di dipendenza e creando un maggiore distacco che consente di smaltire la conflittualità.
Quando i genitori si trovano in divergenza sulle scelte educative, quando hanno problemi nel tenere distinta la relazione di coppia dalla relazione genitoriale durante il percorso di assestamento alla separazione che può estendersi per 2 o 3 anni è fortemente consigliata una consulenza pedagogica la cui triangolazione guida nel gestire le cose in modo da non creare disagio ai figli. In particolare, prima di presentare istanza legale di separazione, sarebbe bene preparare un progetto genitoriale, che con il coordinamento di un pedagogista sarà più facile da fare, anche in presenza di conflitto. Tale pratica non è sempre perseguibile a causa del frequente conflitto che paradossalmente spesso impedisce ai due genitori di allearsi perlomeno come coppia genitoriale a salvaguardia dell'equilibrio psicologico dei propri figli. La consulenza pedagica dovrebbe essere disposta dal giudice, ogni volta che riscontra elevata conflittualità di coppia, solitamente dovuta alla confusione del ruolo come genitore con il rapporto di coppia.
La pedagogia e la consulenza pedagogica sono estremamente utili per evitare che i figli siano feriti in modo profondo dal conflitto tra i genitori. La preventiva sistemazione degli aspetti relativi ai figli consentirà di affrontare in modo molto più sereno e meno doloroso il procedimento di separazione. Fattore fondamentale è il tener presente che anche se i genitori si separano come coppia, essi sono chiamati a mantenere sempre una relazione genitoriale funzionale allo svolgimento della responsabilità genitoriale.

### Equiparazione di tutti i figli di fronte alla legge
Si osservi che mentre la legge precedente distingueva tra figli di coniugi e di coppie di fatto, la nuova legge fa riferimento alla parola genitore per abbracciare tutti i figli, anche di coppie conviventi non sposate, tutelando le relazioni di tutti i figli con i loro genitori naturali.

### Applicazione della legge
Dal 16 marzo 2006 quando la legge è entrata in vigore al settembre 2006 vi sono state molte discussioni. Ci sono situazioni e posizioni molto diverse tra magistrati e avvocati nei vari tribunali d'Italia. Ci sono state diverse sentenze addirittura in conflitto tra loro o contrastanti i termini di legge, per la radicata mentalità ed abitudine alla scelta di un genitore di riferimento e a considerare la nuova legge alla stregua del vecchio affido congiunto che non consentiva esercizio disgiunto della patria potestà. Partendo da Torino, dove il tribunale ordinario applica la legge alla lettera disponendo dalla presidenziale una permanenza equilibrata presso ciascun genitore, andando verso sud si hanno posizioni anche molto distanti tra loro. Notevoli differenze tra il tribunale dei minori e il tribunale ordinario, anche nella stessa città.
Nei casi dove è stato applicata alla lettera il testo di legge, si riscontra una maggiore serenità e riduzione del conflitto tra i genitori, mentre ci sono comprensibili tensioni nei casi dove la legge non è ancora stata recepita. Del resto è importante fare un percorso che inizi prima di rivolgersi al tribunale, ponendo primariamente attenzione agli aspetti psicologici e pedagocici da affrontare prima di considerare gli aspetti meramente legali ed economici della separazione. Questa posticipazione del contenzioso giuridico consente di gestire con minore alterazione emotiva la separazione che comunque resta sempre un evento tra i più dolorosi e traumatici.
È da considerare anzitutto il caso delle separazioni e dei divorzi già pronunciati: per modificare le condizioni della separazione, anche per quello che concerne l'affido dei figli, occorre iniziare di nuovo la procedura, promuovendo un giudizio di modifica delle condizioni di separazione o di divorzio, il che è molto oneroso per chi non ha grandi possibilità economiche, senza contare che, salvo il caso di alcune piccole città, ciò può vuol dire far trascorrere un paio d'anni: nel frattempo i provvedimenti potrebbero non servire più perché i figli sono diventati grandi.

### Coordinamento Genitoriale Obbligatorio
Da più parti si sta facendo strada l'idea che questo eccesso di azione giuridica contro l'altro genitore, sia la manifestazione di un disagio psicologico genitoriale, che denota l'incapacità di coordinarsi e dialogare con l'altro genitore. Invece di fare ricorso al giudice e al procedimento giuridico, che impedisce l'immediatezza e favorisce la cronicizzazione di situazioni non equilibrate, si ritiene che debba essere istituzionalizzato un tipo di percorso all'esterno del tribunale.
In pratica i genitori dovrebbero essere lasciati soli nella dimensione della relazione di coppia, come genitori. Ovvero dovrebbero essere isolati quegli elementi di contesto che, venendo coinvolti nella problematica della relazione di coppia e della relazione genitoriale finiscono per schierarsi, assumendo comportamenti che amplificano le divergenze e aumentano la complessità del sistema. Amici, familiari, professionisti dovrebbero tenersi a debita distanza, neutrali, per non lasciarsi influenzare o influenzare a loro volta le dinamiche di coppia, semmai suggerendo loro di fare terapia di coppia insieme.
Per il bene dei minori, le persone del contesto dovrebbero mantenere un atteggiamento il più possibile neutro e semmai di sostegno orientato a creare un clima sereno attorno al minore, invitando semplicemente la coppia a rivolgersi a un servizio di sostegno terapeutico e di guida genitoriale. È fondamentale mettere la coppia nelle condizioni di assumersi la responsabilità di parlarsi e di gestirsi in modo autonomo i problemi genitoriali e di comunicazione. Spesso alla base di queste difficoltà stanno rapporti invischiati con familiari o amici.
In questi casi, in cui le istanze giuridiche hanno scarsa consistenza o destano dubbi sulla loro attendibilità, il giudice dovrebbe disporre la nomina di un professionista deputato con autorità a gestire il coordinamento genitoriale con tempestività e facendo leva su competenze sia psicologiche che pedagogiche. Taluni propongono impropriamente il termine "mediazione obbligatoria" ma la mediazione è già definita in altro modo e intende altro. Quanto descritto è più una intermediazione o "interposizione" che deve attuare una missione di peacekeeping nell'interesse del minore, per indirizzare i genitori a trovare loro una soluzione ai problemi di relazione genitoriale. Come complemento, la terapia di coppia e individuale, unita alla consulenza pedagogica e ai corsi per genitori separati, possono mettere i genitori in condizione di affrontare il problema genitoriale in modo più efficace, per riportarli a svolgere con profitto e con soddisfazione personale la loro funzione di genitori.
Per quanto possibile, meno si interviene sui genitori e meglio è per evitare la "ospedalizzazione della famiglia" e per evitare che l'eccessivo intervento non abbia ad assumere le caratteristiche auto-promuoventi tipiche del medico che mantiene una patologia per tenere i pazienti in un perenne rapporto di dipendenza. Più i genitori sono lasciati soli con i loro figli, più saranno chiamati direttamente a gestire i problemi del loro sistema. Il compito del coordinatore genitoriale sarà di indirizzare la coppia affinché questo avvenga. Per lo stesso motivo, ogni affido familiare deve essere di durata minima, per non alterare il sistema genitoriale. Gli affidi in istituto sono in questi casi totalmente dannosi, perché non adatti a gestire la temporaneità e sono ancora più traumatici per l'assenza della figura genitoriale che in primo luogo deve essere compensata da genitori capaci di dare affetto e sostenere i minori in un momento di crisi della loro famiglia di origine.